# Melanargia syriaca
Melanargia syriaca är en fjärilsart som beskrevs av Staudinger-rebel 1901. Melanargia syriaca ingår i släktet Melanargia och familjen praktfjärilar. Inga underarter finns listade i Catalogue of Life.

## Bildgalleri

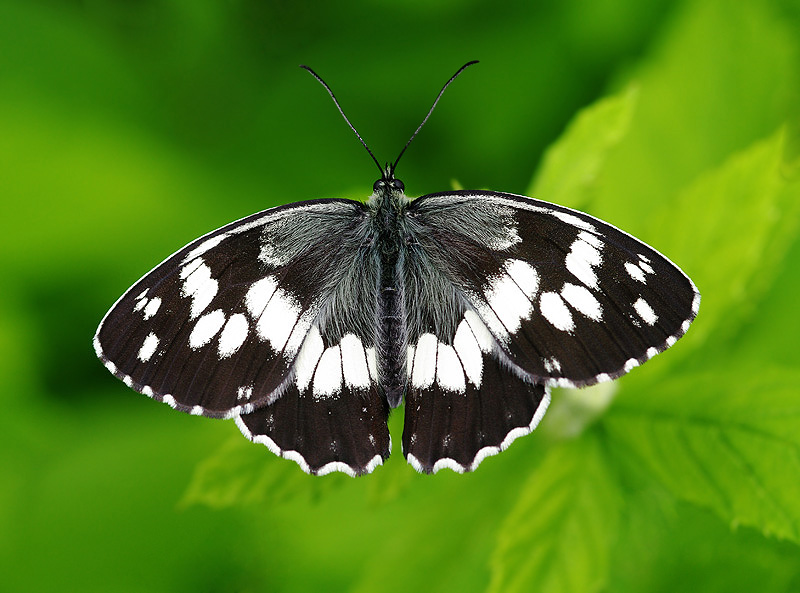